# NLQ
NLQ ang. Near Letter Quality ("jakość bliska listowej") – określenie używane w odniesieniu do wydruków otrzymywanych z drukarek mozaikowych zaprogramowanych w ten sposób, żeby każdy z drukowanych znaków opracowywany był dwoma lub więcej ruchami głowicy drukującej (podczas każdego ruchu głowicy igły drukujące uderzają w nieco inne punkty papieru, dzięki czemu obraz poszczególnych liter jest odwzorowany z większą dokładnością). Metodą tą uzyskiwana jest lepsza jakość uzyskiwanego wydruku – zgodnie z zapewnieniami producentów nie odbiegająca od estetyki niezbędnej do pisania listów, stąd nazwa.
Wobec potrzeby wykonania co najmniej dwóch ruchów głowicy wzdłuż drukowanego wiersza (w odróżnieniu od metody fast printing – zwykłego, "szybkiego" wydruku) – praca przy użyciu trybu NLQ jest znacznie wolniejsza, większe jest także zużycie taśmy barwiącej drukarki. 
Tryb NLQ (lub LQ – Letter Quality) pozwala drukarkom mozaikowym na wydruk czcionek TrueType. Nie należy ich mylić z wbudowanymi w tych urządzeniach rodzajami czcionek przeznaczonymi do wydruku "szybkiego". Nie mają one w tym wypadku zastosowania, choć ich także można używać do uzyskania wyższej jakości druku (NLQ, LQ).